# Camilo Catrillanca
Camilo Marcelo Catrillanca Marín (Victoria, Xile, 13 de setembre de 1994 - Temucuicui, Ercilla, Xile, 14 de novembre de 2018) va ser un activista estudiantil maputxe, assassinat per la policia xilena per l'impacte d'un tret al cap fet per l'esquena. El projectil el va disparar el sergent Carlos Alarcón Molina, membre del «comando Jungla» dels Carrabiners de Xile.

## Trajectòria
Camilo Catrillanca va ser net de l'històric lonco Juan Catrillanca i fill del president de la comunitat maputxe «Ignacio Queipul Millanao», Marcelo Catrillanca.
Va ser dirigent del moviment estudiantil al Liceu de Pailahueque i va ser partícip d'actes de recuperació de terres en la comuna d'Ercilla, a la regió de l'Araucania. El 2011 va liderar una presa d'estudiants secundaris en la municipalitat d'Ercilla, que va acabar 13 dies després, quan es va aconseguir un acord per a la creació d'un liceu intercultural i l'augment de beques.
A l'hora de la seva mort tenia una filla de 4 anys, Huacolda; i la seva parella Katherine Antín estava embarassada. La seva segona filla, Camila, va néixer al maig de 2019, sis mesos després de la seva mort.

## Assassinat
El 14 de novembre de 2018 va ser assassinat per un tret al cap, que va rebre per l'esquena, a Temucuicui, comunitat maputxe situada a uns 600 quilòmetres al sud de Santiago de Xile, durant un operatiu dut a terme per una unitat del Grup d'Operacions Policials Especials dels Carrabiners de Xile anomenada «Grup de Reacció Tàctica», i batejada per la premsa com «Comando Jungla». Catrillanca viatjava al costat d'un adolescent de 15 anys en un tractor, moment en el qual va rebre un tret a la part posterior inferior del cap. El jove va ser traslladat a un centre assistencial de la localitat d'Ercilla, on va morir durant l'atenció mèdica.
L'adolescent que viatjava al costat de Catrillanca, d'inicials MACP, i principal testimoni de la seva mort, va ser detingut al costat de tres persones més pels Carrabiners, però el Jutjat de Lletres i Garantia de Collipulli va decretar que la seva detenció era il·legal i va ser alliberat. Posteriorment, MACP va declarar haver rebut cops dels carrabiners, però que estava en condicions d'identificar els funcionaris involucrats. L'Institut Nacional de Drets Humans (INDH) va anunciar una querella criminal per les tortures a les que hauria estat sotmès el jove MACP durant la seva detenció.

### Investigació i versions de l'incident
Segons la primera versió policial, l'operatiu -que va incloure l'assetjament de la comunitat- s'hauria desplegat arran que un grup d'encaputxats van robar 3 automòbils de professores de l'Escola Santa Rosa d'Ancapi Ñancucheo, a Ercilla. Després d'una persecució, els carrabiners van aconseguir recuperar dos vehicles. Tant la policia com el govern van assenyalar que Catrillanca tenia relació amb aquest fet delictual. La comunitat de Temucuicui va negar aquesta versió i va afirmar que el «Comando Jungla» va entrar a la localitat disparant ràfegues de bala, sense intervenir-hi prèvia provocació, i la Unitat de Drets Humans de la Fiscalia de l'Araucania va anunciar que investigaria els fets.
El 14 de novembre, l'intendent de l'Araucania, Luis Mayol, va afirmar que Catrillanca «tenia antecedents per receptació de vehicles robats» i que l'incident es va deure a «actes de delinqüència comuna i els afectats són els docents que van patir el robatori dels seus vehicles». El 16 de novembre, la diputada Pamela Jiles va publicar el full d'antecedents de Catrillanca, que indicava que no tenia antecedents penals. El ministre de l'Interior xilè Andrés Chadwick va afirmar que el jove sí que tenia antecedents policials, però no penals, ja que «va ser detingut el 22 d'octubre passat per delictes de receptació», tot i que no estava condemnat ja que la data de la seva mort «estava en una etapa d'investigació a través de la formalització [sic]».
El 16 de novembre, el senador Felipe Kast va assegurar haver vist en un vídeo el resultat d'un intercanvi de trets entre Catrillanca i les Forces Especials de Carrabiners, en una entrevista radial amb Fernando Paulsen, la qual cosa va desmentir a l'endemà.
El 17 de novembre, el cos de Carrabiners va afirmar que els fets no havien estat gravats pels seus funcionaris, però a l'endemà el govern va anunciar que sí s'havia enregistrat l'assassinat, però que els carrabiners havien destruït aquestes gravacions. A més, es va anunciar que quatre carrabiners havien estat donats de baixa, i que el general Mauro Victtoriano Krebs, cap d'Ordre i Seguretat de l'Araucania, i el coronel Iván Contreras Figueroa, prefecte de les Forces Especials de l'Araucania, havien presentat les seves renúncies. Això va portar al subsecretari de l'Interior Rodrigo Ubilla a reconèixer que era probable que es tractés d'un homicidi.
L'INDH es va querellar en el cas i va anunciar que faria tres noves presentacions judicials (que se sumen a l'anterior per tortures a l'adolescent que acompanyava Catrillanca). La primera querella va ser per l'homicidi de Camilo Catrillanca i se sustentava en abundants indicis d'homicidi simple, entre d'altres, el tret per l'esquena, els intents d'ocultació d'evidències i el canvi de municions a l'acte, on el carrabiner va reemplaçar a propòsit els balins de goma per bales de plom abans de disparar. La segona querella va ser per obstrucció a la investigació, principalment per la destrucció del dispositiu d'emmagatzematge (la targeta de memòria) d'una càmera GoPro que era al casc del cap segon Raúl Ávila i que va haver de gravar l'operatiu, acte il·lícit que va ser observat pel testimoni i que ja va ser confessat pels carrabiners participants. La tercera querella va ser per homicidi frustrat contra el jove maputxe acompanyant, testimoni clau de l'homicidi. La querella per tortures ja va ser presentada, en conjunt amb la Defensoria de la Infància i, el 20 de novembre, el Jutjat de Garantia de Collipulli va acollir una primera mesura de protecció dictaminant una prohibició que Carrabiners de Xile s'acostés a la víctima «en termes violents».
El 22 de novembre de 2018 l'INDH va presentar les querelles anunciades. En l'acte, els portaveus de la institució van assenyalar a la premsa que van presenciar l'autòpsia realitzada i que van poder apreciar que la lesió mortal «consisteix en una ferida a la part de darrere del cap (clatell). La bala que hauria ingressat al capdavant pel clatell de la víctima és de la munició anomenada 'encamisat de plom' que correspon a l'armament utilitzat per Carrabiners de Xile».
El fet que, des de 2017, Catrillanca fos un objectiu dels comandos especials de la policia desplaçada a la zona, s'ha demostrat amb la publicació d'un informe policial secret titulat Exposición coordinación zona control orden público de la Unitat d'Intel·ligència Operativa Especialitzada de Carrabiners (UIOE). Aquesta unitat va ser dissolta i escapçada després de l'escàndol de l'Operació Huracà (per delictes de falsificació d'instrument públic, obstrucció a la investigació i associació il·lícita). El 27 de novembre de 2018 es va donar a conèixer el document secret filtrat pel Centre d'Investigació Periodística (CIPER) de Xile i va esmentar una sèrie d'objectius dins dels comuners maputxes. A la pàgina 24 del document apareix el seu nom complet al costat d'una foto seva, en una làmina que mostra els principals dirigents de l'organització Aliança Territorial Maputxe «els passos des quals cal seguir de prop».
Tot i que 66 diputats de l'oposició van sol·licitar la constitució d'una comissió especial investigadora per a la mort de Catrillanca, quan el 28 de novembre de 2018 es va produir la votació a la Cambra, no va arribar a aprovar-se. Amb 59 vots a favor, 20 en contra i 12 abstencions, l'opció majoritària no va comptar amb els 2/5 requerits (62 diputats). Sense que es coneguessin els motius, 63 parlamentaris no van concórrer a votar aquell dia. Posteriorment, l'11 de desembre, la instància demanada per diputats de l'oposició i que havia fracassat per falta de quòrum, va ser aprovada per 97 vots a favor i 8 en contra, just moments abans que es donés inici a la interpel·lació del ministre de l'Interior, Andrés Chadwick, amb un termini de treball de 120 dies. La instància parlamentària va quedar presidida pel diputat Ricardo Celis (PPD) i integrada pel diputats Jorge Alessandri (UDI), Álvaro Carter (UDI), Osvaldo Urrutia (UDI), Natalia Castell (RD), Carmen Hertz (PC), Aracely Leuquén (RN), Miguel Mellado (RN), Jorge Rathgeb (RN), Fernando Meza (PRSD), Manuel Monsalve (PS), Emilia Nuyado (PS) i Jorge Sabag (DC). El 8 de juliol de 2019, després d'una sessió, per 8 vots a favor, 2 en contra i una abstenció, la comissió investigadora va aprovar l'informe final que va establir la responsabilitat política del ministre Andrés Chadwick, i del subsecretari de la cartera, Rodrigo Ubilla. Finalment, a principis de setembre de 2019, després de 65 vots a favor i 61 en contra, la Sala de la Cambra de Diputats, va aprovar l'informe, assignant responsabilitats directes al cos de Carrabiners i responsabilitat política als ministres i subsecretaris de l'Interior i Seguretat Pública, per la manca de control sobre l'actuació policial.
Carlos Alarcón, un dels carrabiners en presó preventiva per l'acusació d'homicidi de Catrillanca va assegurar que les primeres declaracions dels funcionaris policials van ser falses i que se'ls hauria obligat a mentir. El carrabiner va reconèixer que no solament no van rebre trets des del tractor on anaven els dos joves maputxes, sinó que després de disparar a Catrillanca, a l'hora de reduir al segon d'ells van comprovar que es trobaven desarmats. El carrabiner va difondre un vídeo d'agraïment gravat des de la presó, dirigit als seus companys de les Forces Especials de Carrabiners, en el qual assegurava que mai faria una cosa que danyés a la seva institució, que no és un delinqüent, que el van fer mentir i prestar declaracions falses, asseverant a més que «encara falta que surtin coses a la llum». Els advocats querellants van criticar la manca de penediment del funcionari, així com la «absoluta comoditat amb la qual els autors de l'assassinat estan complint la presó preventiva», en la qual se'ls permetia fins i tot difondre aquesta mena de vídeos. Amb relació a Catrillanca i el seu acompanyant, posteriorment va afirmar «en cap moment vaig voler assassinar-los». «Si hagués existit la més mínima intenció de voler assassinar-los, ho hagués fet quan els vaig tenir de cara, a menys de 20 metres». Posteriorment la seva defensa va intentar excarcerar-lo i fer-li una rebaixa de la mesura cautelar. El 30 de novembre de 2019, sis mesos després que el Jutjat de Garantia de Collipulli decretés la mesura cautelar de presó preventiva, el Tribunal Oral en el Penal d'Angol va ratificar la mesura de presó preventiva. En conseqüència, el jutjat va desestimar el requeriment.
El 19 de desembre de 2018 va sortir a la llum l'existència d'un vídeo gravat per la càmara de l'exsergent Patricio Sepúlveda, que va ser acusat per la justícia pel delicte d'obstrucció de la investigació. El vídeo, que ràpidament es va fer públic en múltiples mitjans de comunicació, mostra els darrers instants de vida de Catrillanca. S'escolta l'àudio de dotze trets sense rèplica contra el tractor en el qual es trobava l'activista maputxe, així com algunes frases incriminatòries que revelen detalls precisos sobre l'homicidi. Poques hores després de la filtració a la premsa de les primeres imatges, el Centre d'Investigació Periodística CIPER va divulgar, de manera exclusiva, tres vídeos de l'operatiu en què els carrabiners van disparar a Catrillanca causant-li la mort.
L'1 d'octubre de 2019, el Tribunal de Judici Oral en el Penal d'Angol, de la Regió de l'Araucania, va fixar per al 26 de novembre, l'inici d'un judici oral per l'homicidi. S'esperava que el procés s'estengués durant dos mesos aproximadament, considerant la quantitat de testimonis i perits que compareixien. Entre les persones previstes a declarar estaven l'exministre de l'Interior, Andrés Chadwick; l'ex intendent de l'Araucania, Luis Mayol; l'exdirector de Carrabiners, Hermes Soto, entre altres 70 persones i més de 30 pèrits. A mitjans de novembre, es va rebutjar la sol·licitud de postergació del judici oral, presentada per l'advocada Glòria Chamorro, la defensa d'un dels acusats pel crim i exsergent del GOPE de Carrabiners, Carlos Alarcón. Posteriorment, el Tribunal Oral a Lo Penal d'Angol va decidir ajornar l'inici del judici pel 2 de març de 2020, a les 9 del matí. L'ajornament es va fixar en base a exàmens mèdics que corresponien a l'imputat José Contreras Figueroa, qui es va haver de sotmetre a una intervenció quirúrgica el 2 de desembre, per la qual cosa no podria estar present en el judici. Finalment, el judici va començar el 5 de març, després de ser suspès el 2 de març per la no assistència d'un dels advocats.

### Reaccions i protestes

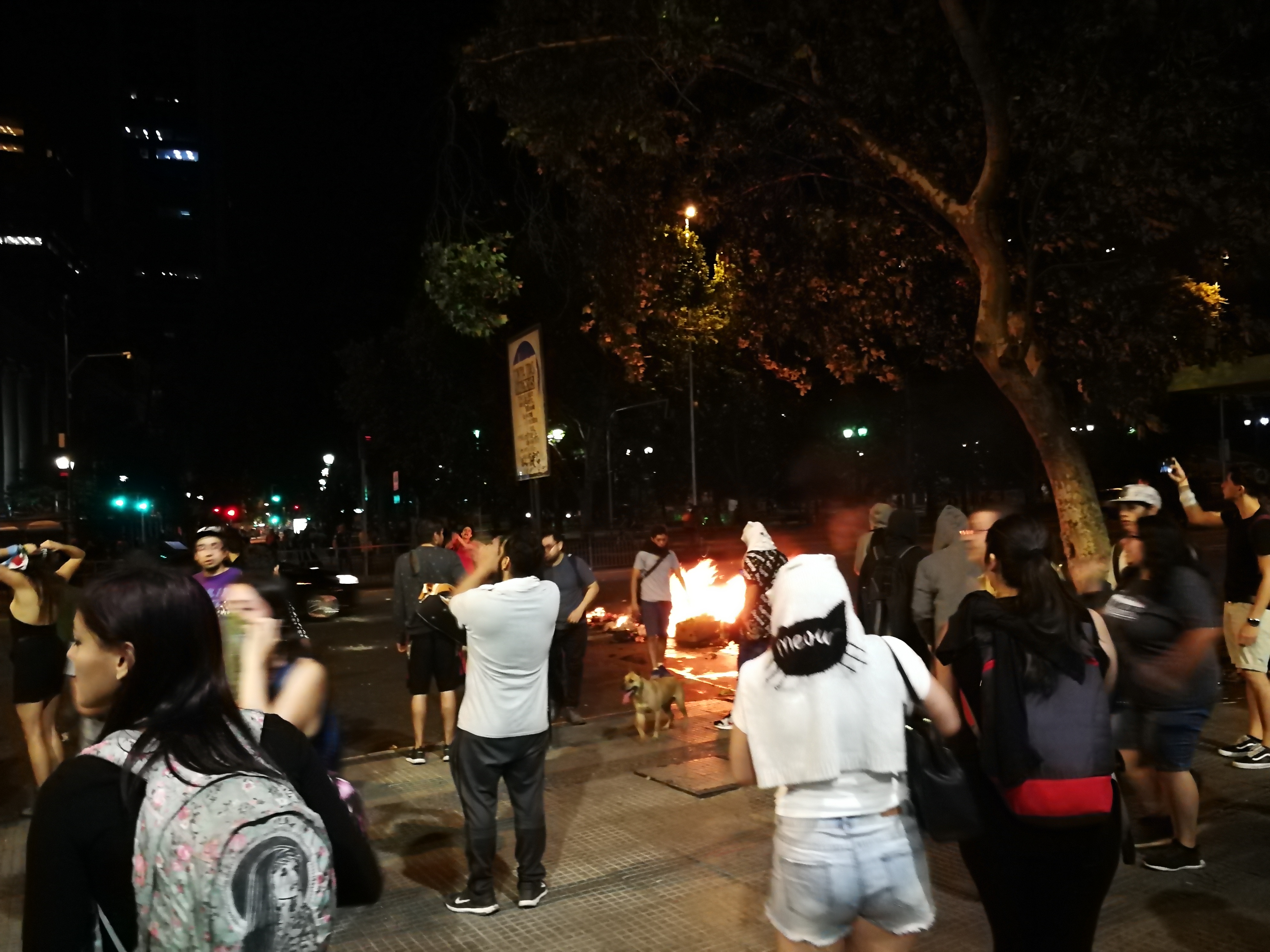
Protesta del 15 de novembre de 2018 a Santiago de Xile.

Parlamentaris d'oposició van anunciar una interpel·lació a Chadwick, a qui també volien citar -al costat del general director de Carrabiners de Xile, Hermes Soto - a una sessió especial de les comissions de Seguretat Ciutadana i Drets Humans de la Cambra de Diputats de Xile. A més, es va exigir al govern la renúncia de l'intendent Mayol -la qual finalment va ocórrer el 20 de novembre-. El 15 de novembre es va realitzar un minut de silenci per Catrillanca a la Cambra de Diputats, del qual alguns diputats oficialistes es van mantenir al marge. Tot i que l'Associació Nacional de Futbol Professional (ANFP) no va voler fer un minut de silenci durant el partit que la selecció estatal masculina de Xile va jugar contra la d'Hondures el 20 de novembre de 2018, a la ciutat de Temuco, els jugadors de tots dos equips es van reunir al centre del camp i van fer un cercle entre ells per a rendir homenatge a Camilo Catrillanca.

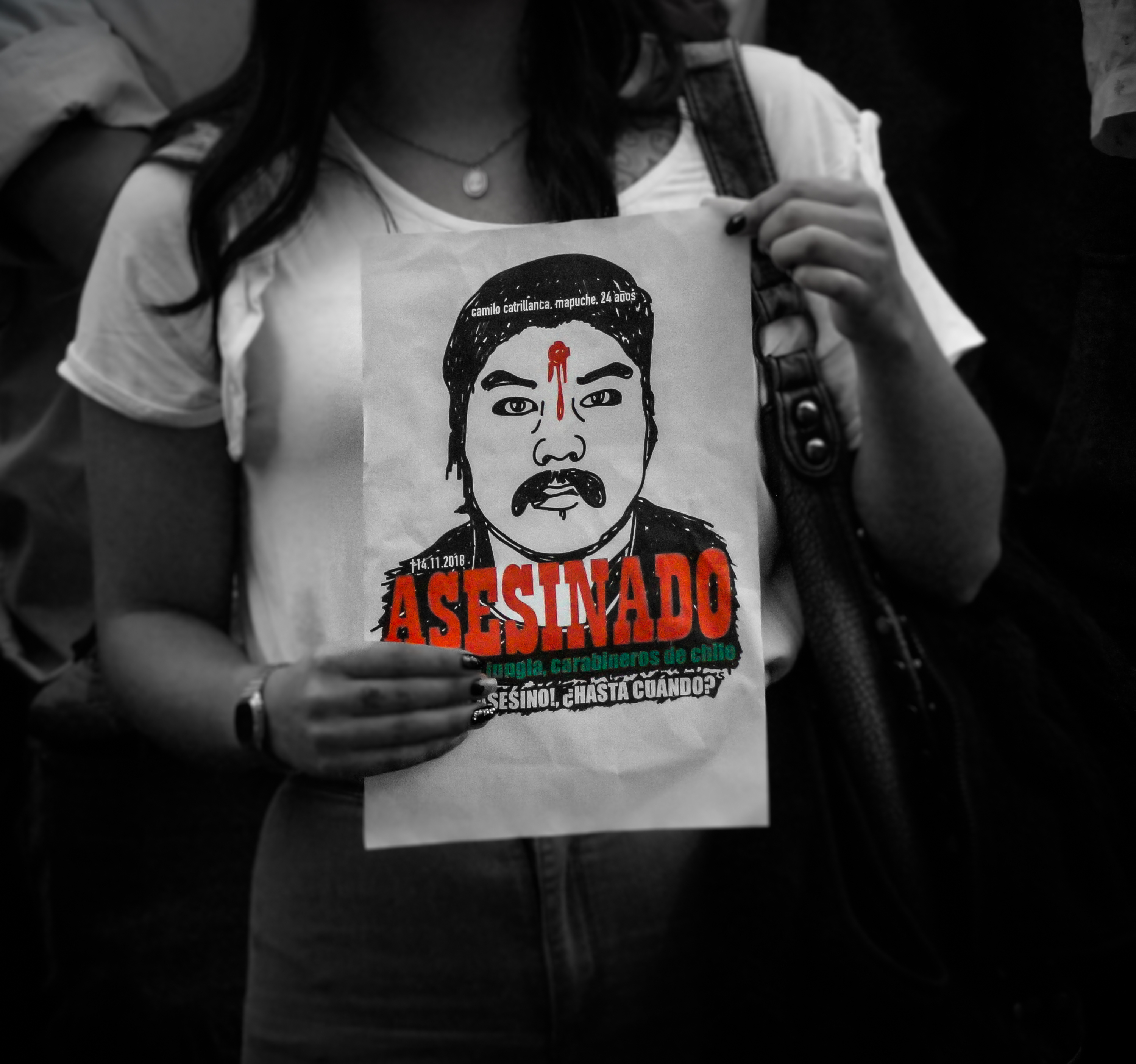
Catrillanca es va convertir en icona de protesta durant el segon govern de Sebastián Piñera

Amnistia Internacional va qualificar la mort de Catrillanca com a «indignant i alarmant», mentre que la delegació de Nacions Unides a Xile va lamentar la mort i va exhortar «al Govern de Xile a realitzar una investigació exhaustiva i transparent sobre els fets, i esgotar tots els recursos necessaris per a trobar els responsables». L'operació policial i les seves reaccions van ser cobertes per nombrosos mitjans internacionals, els quals va qualificar la mort del jove maputxe com a «assassinat» des d'un començament.
Durant la tarda del 15 de novembre de 2018 es van generar protestes per la mort de Catrillanca a diverses ciutats xilenes (Santiago de Xile, Valparaíso, Rancagua, Temuco, Concepción, Valdivia, Puerto Montt, entre d'altres), i fins i tot a Buenos Aires (Argentina), que van acabar en enfrontaments amb la policia. En els dies següents es van registrar noves protestes a Santiago de Xile. Durant la nit del 15 de novembre, l'artista plàstic xilè Octavio Gana va realitzar una projecció gegant de la cara de Catrillanca sobre els edificis Turri a la cèntrica Plaça Baquedano. La composició projectada portava sobre la foto del comuner maputxe un vers en castellà del poeta Raúl Zurita: «Que su rostro cubra el horizonte» ("Que el seu rostre cobreixi l'horitzó").
El 20 de novembre de 2018, l'intendent de la regió de l'Araucanía, Luis Mayol, assumint la responsabilitat política dels successos, va presentar la renúncia al càrrec, enmig de fortes crítiques per la seva actuació. A l'hora de la seva renúncia, un grup de parlamentaris ja havia anunciat una acusació constitucional en contra seva. El president Sebastián Piñera va considerar reunir-se amb la família de Camilo Catrillanca en una visita a la regió de l'Araucania, però la família va rebutjar rebre el mandatari.
El 21 de novembre de 2018, el sacerdot catòlic Mariano Puga i el vicari de la Pastoral Social Caritas, Jorge Muñoz, en conjunt amb la Pastoral Maputxe de Santiago de Xile, van convocar una missa en memòria del comuner a l'església Sant Ignasi de Santiago de Xile. Van exigir claredat i justícia pel cas de Catrillanca i van fer una crida a assumir el deute històric amb el poble maputxe. Puga va demanar «la fi de l'actual política indígena del Govern, que valida i enforteix una via repressiva» i va cridar al fet que «tot xilè ben parit s'assabenti d'aquest desafiament històric i que assumim, cadascú des de la seva pròpia realitat, la causa d'aquest poble i la fem nostra».

### Primer aniversari de la seva mort

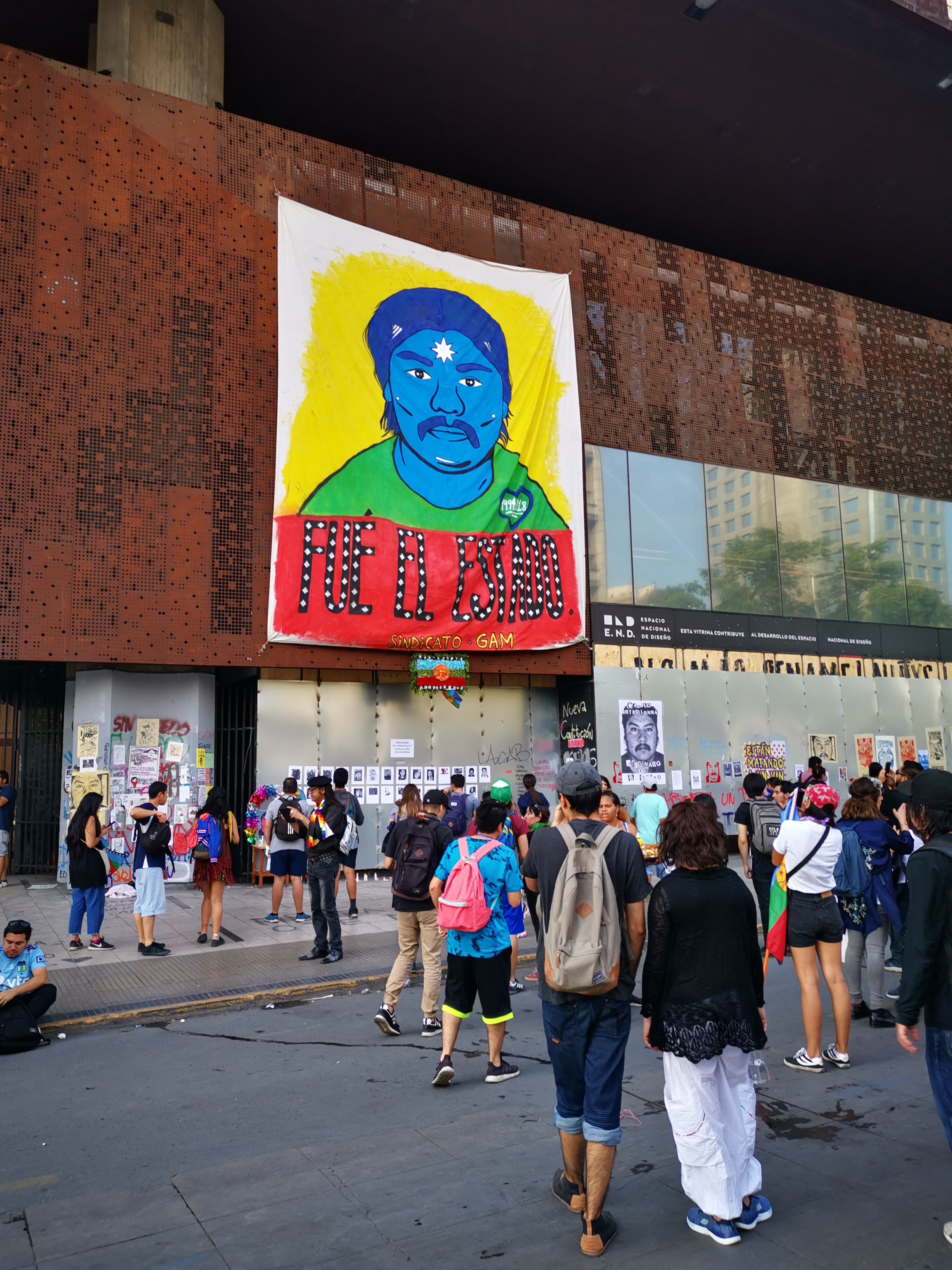
Commemoració de la seva mort al frontis del Centre Cultural Gabriela Mistral de Santiago de Xile.

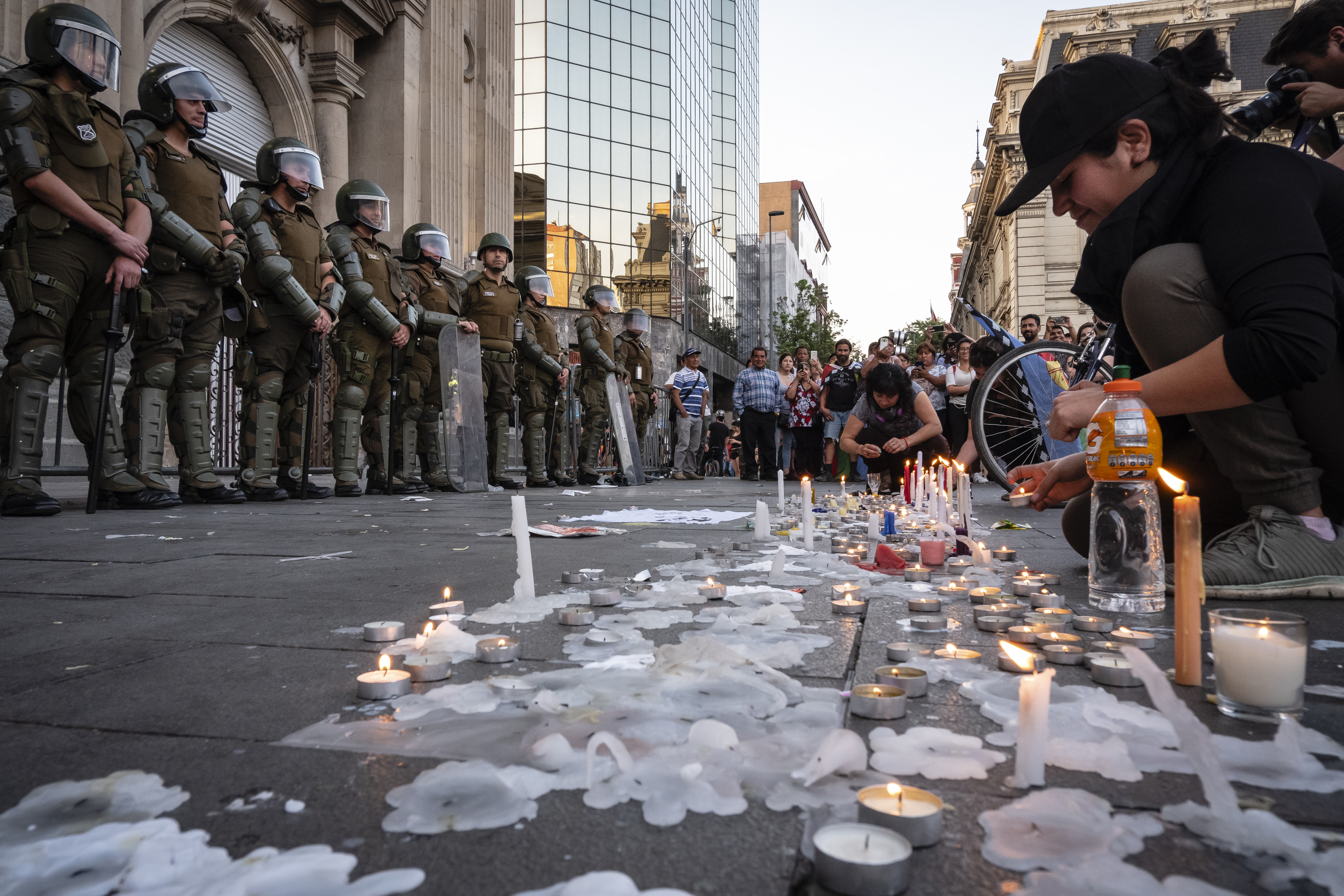
Velatori d'homenatge davant de la Catedral Metropolitana de Santiago de Xile (2019).

El primer any del seu assassinat va coincidir amb el moviment social de protesta, generat a mitjans d'octubre de 2019, pel malestar social i recerca de reformes estructurals. La seva figura va recobrar un simbolisme especial a causa de la brutalitat exposada per Carrabiners de Xile durant les protestes. Després del canvi de gabinet realitzat en resposta al moviment social, en el qual Andrés Chadwick va sortir del Ministeri de l'Interior i Seguretat Pública xilè, el pare de Camilo, Marcelo Catrillanca, va anunciar que es buscaria la forma que Chadwick fos imputat en la causa judicial per homicidi.
El 14 de novembre es van convocar marxes a tot Xile, en commemoració a la seva mort, mentre que la seva família va realitzar un acte de reflexió a Temucuicui i va descartar participar en actes públics, fent una crida a «que les manifestacions siguin el més tranquil·les possibles», la qual cosa va ser agraït pel govern mitjançant una trucada telefònica del nou ministre de l'Interior, Gonzalo Blümel, a Marcelo Catrillanca.
La Cambra de Diputats de Xile va realitzar un minut de silenci en la seva memòria. En la nit d'aquest mateix dia, també es va realitzar una intervenció, que va consistir en la projecció de la seva imatge en el frontis sud del Congrés Nacional de Xile. L'estudi d'art i disseny Delight Lab va ser el responsable de la realització de l'acte. A més, el cantant xilè Nico Rojo va estrenar «Jungla Sanhattan», el quart senzill del seu àlbum, el qual està inspirat en Catrillanca i en les mobilitzacions xilenes d'aquell any.

### Sentència
El 7 de gener de 2021, l'excarrabiner Carlos Alarcón Molina, principal acusat del cas, va ser declarat culpable de l'homicidi simple consumat de Camilo Catrillanca i d'homicidi simple frustrat contra el menor que acompanyava Catrillanca el dia de l'assassinat. Uns altres 6 acusats, 5 carrabiners (Raúl Ávila, Patricio Alejandro Sepúlveda, Braulio Valenzuela, Gonzalo Pérez, Jorge Contreras Figuera i Manuel Valdivieso) i un advocat (Cristian Inostroza) involucrats en el crim, van ser declarats culpables de constrenyiments il·legítims i obstrucció a la investigació.
El 28 de gener de 2021, el Tribunal Oral del Penal d'Angol va informar de les condemnes. Carlos Alarcón Molina va ser condemnat a un total de 16 anys de presó per dos delictes, mentre que Raúl Àvila a tres anys i un dia de presó efectiva. A més, la sentència va establir que els altres carrabiners condemnats hauran de complir les seves sancions a través de penes de llibertat vigilada intensiva: Patricio Sepúlveda a 61 dies, Braulio Valenzuela a 3 anys i un dia, Gonzalo Pérez a 61 dies, Manuel Valdivieso a 300 i Jorge Contreras a 300 dies. Per la seva banda, l'advocat Cristián Inostroza va ser condemnat a 300 dies de presidi, també amb el benefici de llibertat vigilada intensiva.